# Weltpostkongress 1885
Der dritte Weltpostkongress fand 1885 in Lissabon (Portugal) statt.
Auf diesem Kongress wurde der Weltpostvertrag von 1874 durch Einführung einer Reihe von Verkehrserleichterungen und durch Zulassung der Eilzustellung für Briefsendungen ergänzt. Der Weltpostkongress 1885 erweiterte den Postpaketverkehr und ließ im Postanweisungsdienst die telegrafische Überweisung zu. Außerdem kam ein neues Nebenabkommen über den Postauftragsdienst zustande.
Wertbriefabkommen, Postpaketvertrag, Postanweisungsabkommen, Postauftragsabkommen, Abkommen über Ausweisbücher.